# Christian Philipp Esau
Johann Henrich Christian Esau (* 14. September 1753 (Taufe) in Mengeringhausen; † 21. März 1830 ebenda) war ein deutscher Goldschmied und Politiker.

## Leben
Esau war der Sohn des Goldschmiedes und Bürgermeisters in Mengeringhausen Johann Henrich Esau (* 25. März 1723 in Mengeringhausen; † 9. August 1779 ebenda) und dessen Ehefrau Johannette Margaretha geborene Schiefferdecker (* 19. Dezember 1729 (Taufe) in Mengeringhausen; † 19. November 1778 ebenda).
Er war evangelischer Konfession und heiratete am 22. November 1780 in Mengeringhausen Dorothea Elisabeth Huge (getauft 20. Oktober 1758 in Korbach; † 18. Dezember 1818 in Mengeringhausen), die Tochter des Fürstlichen Rentschreibers Johann Wilhelm Huge und der Maria Magdalena Louise Postelmann. Der gemeinsame Sohn Friedrich Ludwig Esau wurde ebenfalls Bürgermeister und Landstand. Die Tochter Marie Wilhelmine heiratete Henrich Graf, Karl Graf ein Enkel.
Esau lebte als Goldschmied in Mengeringhausen. Dort war er von 1786 bis 1788 Pfennigmeister, 1797 Beigeordneter und 1793, von 1808 bis zum 1. Dezember 1809 und von 1815 bis 1827 Bürgermeister. 1818 wird er als Schützenkönig genannt. Zwischen 1821 und 1822 wirkte er als Akziseschreiber am Oberrentamt Mengeringhausen. Er war Rentmeister des Hospitals Flechdorf hinsichtlich des Hospitals Leiborn.
Als Bürgermeister war er 1793, von 1808 bis zum 1. Dezember 1809 und von 1815 bis (Herbst) 1828 Mitglied des Landstandes des Fürstentums Waldeck.